# Phyllopodopsyllus paraborutzkyi
Phyllopodopsyllus paraborutzkyi is een eenoogkreeftjessoort uit de familie van de Tetragonicipitidae. De wetenschappelijke naam van de soort is voor het eerst geldig gepubliceerd in 1975 door Kunz.